# Laura von Wimmersperg

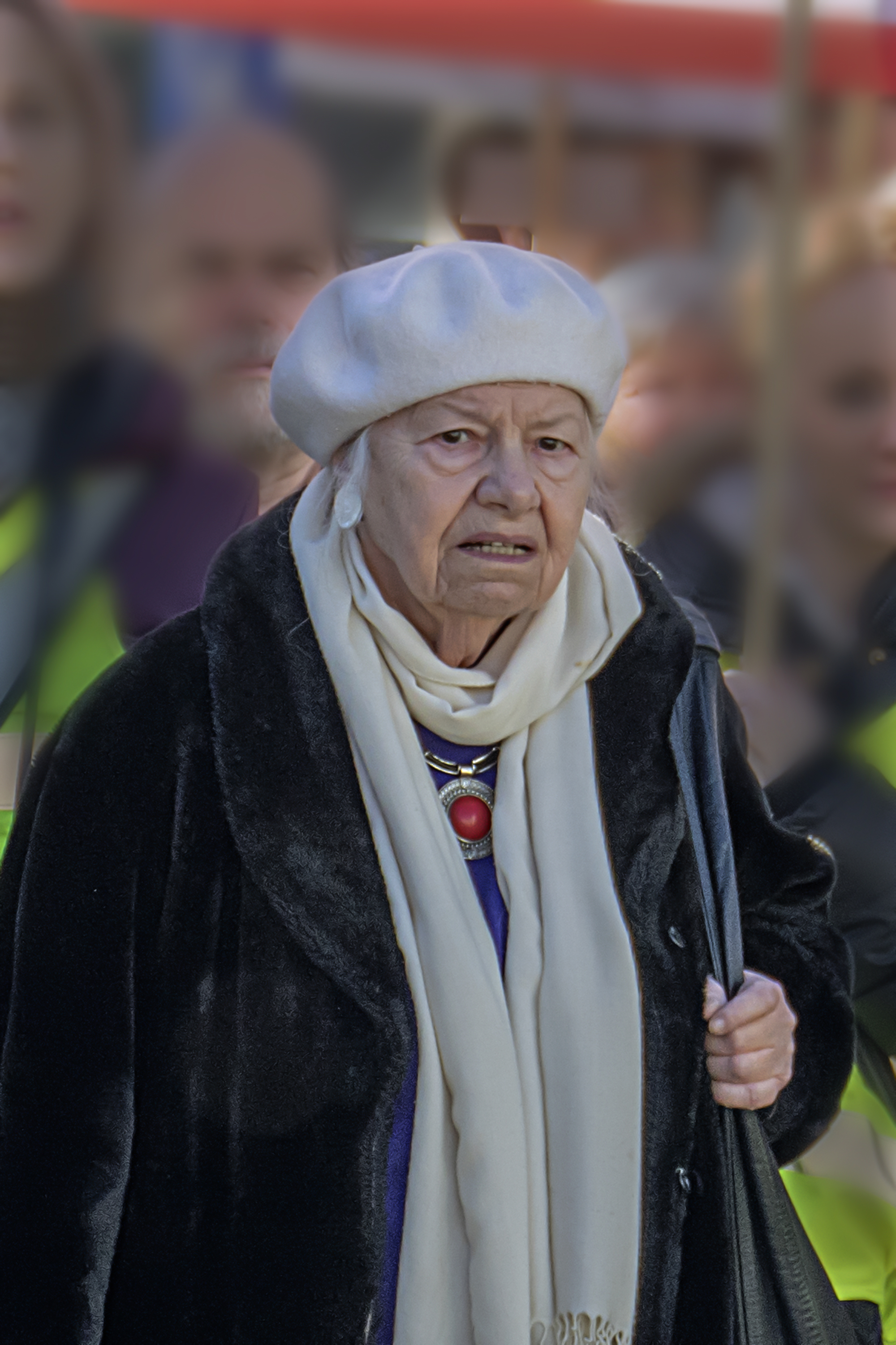
Laura von Wimmersperg (2019)

Eleonore Karin Irmentraut Freiin von Wimmersperg (* 3. Oktober 1934 in Berlin), bekannt unter dem Namen Laura von Wimmersperg, ist eine deutsche Friedensaktivistin.

## Leben
Laura von Wimmersperg stammt aus dem Adelsgeschlecht derer von Wimmersperg. Als sie drei Jahre alt war, zogen ihre Eltern mit ihr nach Breslau. Beim Vorrücken der Roten Armee nach Westen Anfang 1945 flohen sie und kamen in das thüringische Greiz. Ihr Vater starb an Tuberkulose. An dieser Krankheit litt auch Laura von Wimmersperg über 16 Jahre ihres Lebens. Ihr Ziel war, Lehrerin zu werden. In Greiz verwehrten ihr die Behörden die Oberschule zu besuchen, weil sie den Namensbestandteil „Freiin“ trug. 1948 wieder in (West-)Berlin, begann sie eine Ausbildung zur Kindergärtnerin. Diese musste sie wegen eines Tbc-Rückfalls abbrechen. Sie kam in Kontakt mit der bündischen Jugend. Dann besuchte sie eine höhere Handelsschule und war danach als Sekretärin tätig. Später zog sie nach Lüneburg und trat dort ein Lehramtsstudium an, das sie 1967 abschloss. Mit 35 Jahren ging sie als Lehrerin an eine Hauptschule in West-Berlin. Später war sie Dozentin an der Pädagogischen Hochschule Berlin und an der Freien Universität Berlin. Wegen einer Erkrankung der Stimmbänder musste sie den Lehrerberuf aufgeben. Sie bewegte sich in studentischen Kreisen. Sie nahm an Demonstrationen gegen den Vietnamkrieg teil.
Sie setzte sich auch mit der Nazi-Vergangenheit ihres Vaters auseinander, der ihr sehr wichtig war. Er war NSDAP-Mitglied und unternahm nach Aussage der Mutter Geschäftsreisen als Bauunternehmer nach Auschwitz.
Laura von Wimmersperg reiste in die Sowjetunion. 1980 gehörte sie dem „Teppich-Kreis“ in West-Berlin an, in dem gegen den NATO-Doppelbeschluss gestritten wurde. Sie gründete die „Friedensinitiative Wilmersdorf“. 1984 startete sie die Kampagne „Unsere Stadt gegen Atomwaffen“. Sie gehörte zu den Initiatoren der Berliner Friedenskoordination. Während der gesamten Dauer der Jugoslawienkriege hielt sie mit anderen eine Mahnwache an der Gedächtniskirche. Sie reiste auch in verschiedene Länder, um die Friedenskoordination international zu vernetzen. Auch zu den Mitinitiatorinnen für den Friedensfilmpreis gehörte sie. Sie moderierte die „Achse des Friedens“ beim Bush-Besuch 2002 sowie die große bundesweite Demo gegen den Irak-Krieg 2003. Von Wimmersperg ist  bei den jährlichen Ostermärschen zu finden und unterstützt Aktionen gegen Kampfdrohnen und Bundeswehreinsätze in Afghanistan.
Im Jahre 2014 erhielt sie den Menschenrechtspreis des Vereins Gesellschaft zum Schutz von Bürgerrecht und Menschenwürde.
Laura von Wimmersperg ist Mitglied der Partei Die Linke im Berliner Bezirksverband Tempelhof-Schöneberg.

## Position
Seit dem Russischen Überfall auf die Ukraine organisiert Laura von Wimmersperg Ostermärsche, die sich dezidiert gegen Waffenlieferungen an die Ukraine richten. Diese würden den Krieg verlängern und Deutschland außerdem sozial belasten. Statt mit Waffen müsse der Krieg durch Verhandlungen beendet werden. Auch sei Deutschland „mit daran Schuld, dass es diesen Krieg gibt.“

## Veröffentlichung
- Die Friedensbewegung der 1980er Jahre am Beispiel der Friedensbewegung in Westberlin in: Lothar Schröter (Hrsg.): Vom Kampf für den Frieden. Geschichte und Gegenwart der Friedensbewegung in Deutschland, WeltTrends, Potsdam, ISBN 978-3-941880-94-8.